# کونستانتینوس چارالامبیدیس
کونستانتینوس چارالامبیدیس (یونانی: Κωνσταντίνος Χαραλαμπίδης؛ زادهٔ ۲۵ ژوئیهٔ ۱۹۸۱) بازیکن فوتبال اهل قبرس بود.
از باشگاه‌هایی که در آن بازی کرده‌است می‌توان به باشگاه فوتبال آپوئل، باشگاه فوتبال کارل زایس ینا، باشگاه فوتبال پائوک، و باشگاه فوتبال پاناتینایکوس اشاره کرد.
وی همچنین در تیم ملی فوتبال قبرس بازی کرده‌است.